# Nossoncourt
Nossoncourt est une commune française située dans le département des Vosges en région Grand Est.

### Localisation

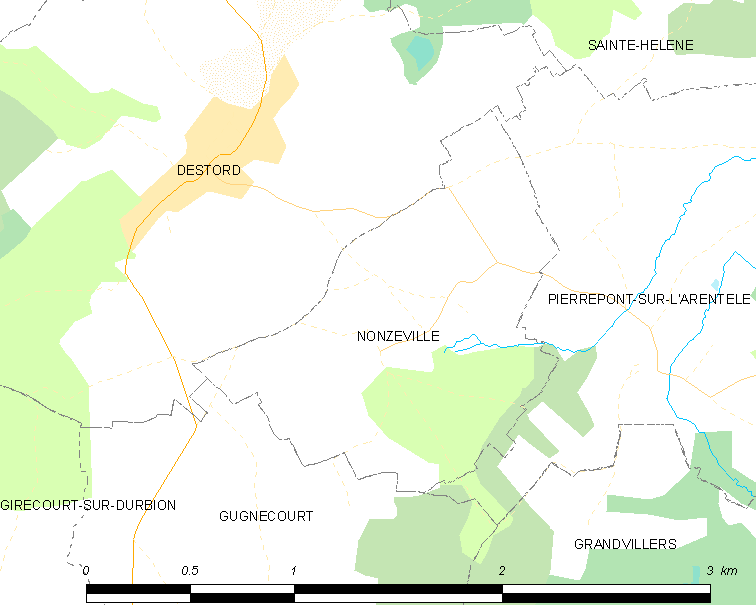
Situation géographique de Nossoncourt.

## Géographie

### Géologie et relief
La commune se compose de 489,57 hectares de territoires agricoles (91,17 %) et 47,45 hectares de forêts et milieux semi-naturels (8,84 %).
Espaces naturels :
- Une zone naturelle d'intérêt écologique, faunistique et floristique (Znieff) : Ruisseau du Pré Guérin à Ménil-sur-Belvitte et Sainte-Barbe[3].

### Sismicité
Commune située dans une zone de sismicité moyenne.

### Hydrographie et les eaux souterraines
Hydrogéologie et climatologie : Système d’information pour la gestion des eaux souterraines du bassin Rhin-Meuse :
Territoire communal : Occupation du sol (Corinne Land Cover); Cours d'eau (BD Carthage),
Géologie : Carte géologique; Coupes géologiques et techniques,
 Hydrogéologie : Masses d'eau souterraine; BD Lisa; Cartes piézométriques.
La commune est située dans le bassin versant du Rhin au sein du bassin Rhin-Meuse. Elle est drainée par le ruisseau de Belvitte, le ruisseau d'Anglemont, le ruisseau de la Souche, le ruisseau de Nossoncourt et le ruisseau de Ville,.
Le Belvitte, d'une longueur totale de 19 km, prend sa source dans la commune de Sainte-Barbe et se jette dans la Mortagne à Magnières, après avoir traversé neuf communes.

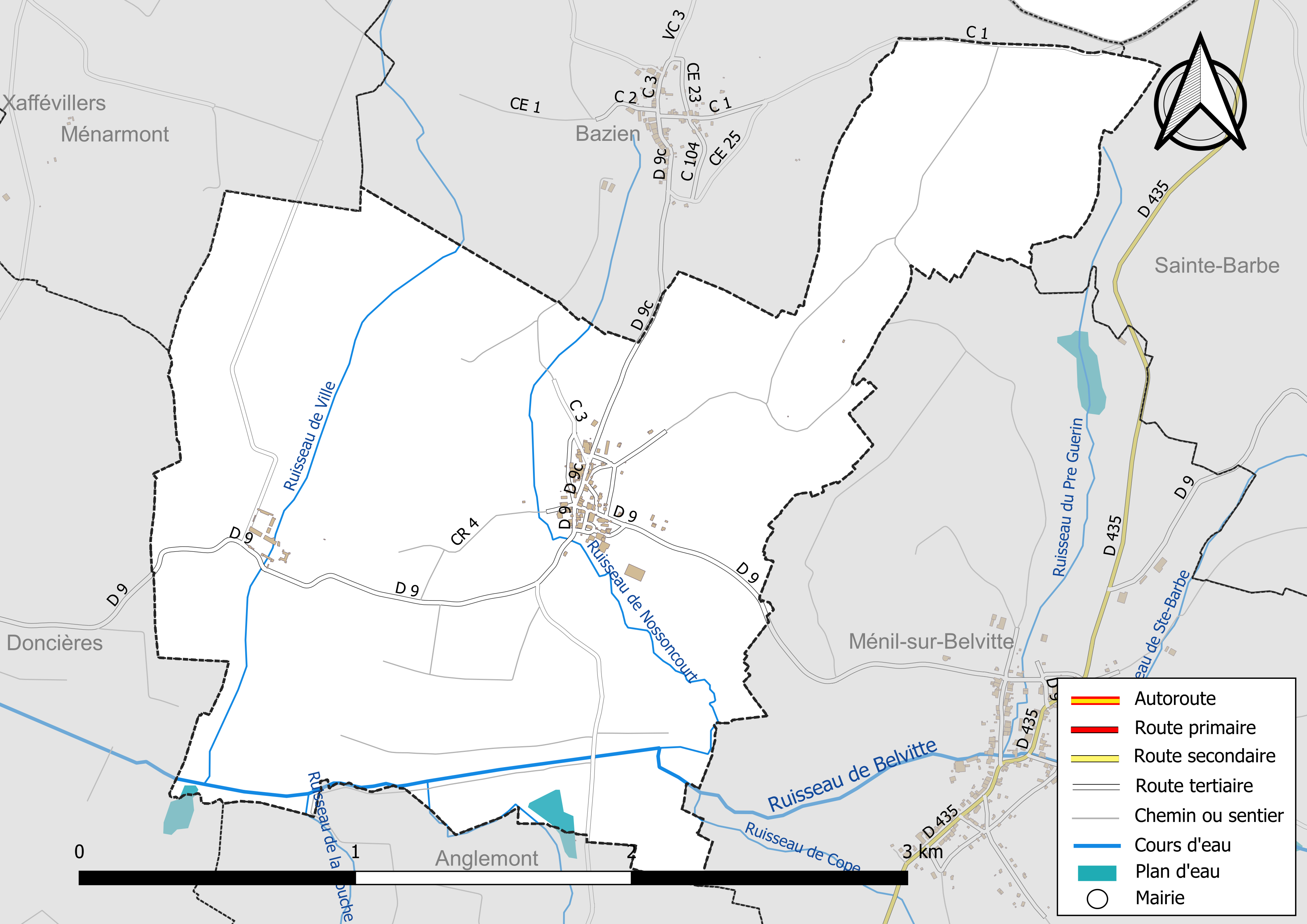
Réseaux hydrographique et routier de Nossoncourt.

La qualité des eaux de baignade et des cours d’eau peut être consultée sur un site dédié géré par les agences de l’eau et l’Agence française pour la biodiversité.

### Climat
Pour des articles plus généraux, voir Climat du Grand Est et Climat des Vosges.
En 2010, le climat de la commune est de type climat des marges montargnardes, selon une étude du Centre national de la recherche scientifique s'appuyant sur une série de données couvrant la période 1971-2000. En 2020, Météo-France publie une typologie des climats de la France métropolitaine dans laquelle la commune est exposée à un climat semi-continental et est dans la région climatique  Vosges, caractérisée par une pluviométrie très élevée (1 500 à 2 000 mm/an) en toutes saisons et un hiver rude (moins de 1 °C). 
Pour la période 1971-2000, la température annuelle moyenne est de 9,6 °C, avec une amplitude thermique annuelle de 16,9 °C. Le cumul annuel moyen de précipitations est de 921 mm, avec 12,5 jours de précipitations en janvier et 9,9 jours en juillet. Pour la période 1991-2020, la température moyenne annuelle observée sur la station météorologique de Météo-France la plus proche, « Roville », sur la commune de Roville-aux-Chênes à 5 km à vol d'oiseau, est de 10,3 °C et le cumul annuel moyen de précipitations est de 833,3 mm. 
La température maximale relevée sur cette station est de 40 °C, atteinte le 25 juillet 2019 ; la température minimale est de −24,5 °C, atteinte le 2 janvier 1971,,. 
Les paramètres climatiques de la commune ont été estimés pour le milieu du siècle (2041-2070) selon différents scénarios d'émission de gaz à effet de serre à partir des nouvelles projections climatiques de référence DRIAS-2020. Ils sont consultables sur un site dédié publié par Météo-France en novembre 2022.

### Voies de communications et transports

#### Voies routières
- D 9 vers Doncières[14].
- D 9d vers Anglemont.

#### Transports en commun
- Fluo Grand Est.

##### SNCF

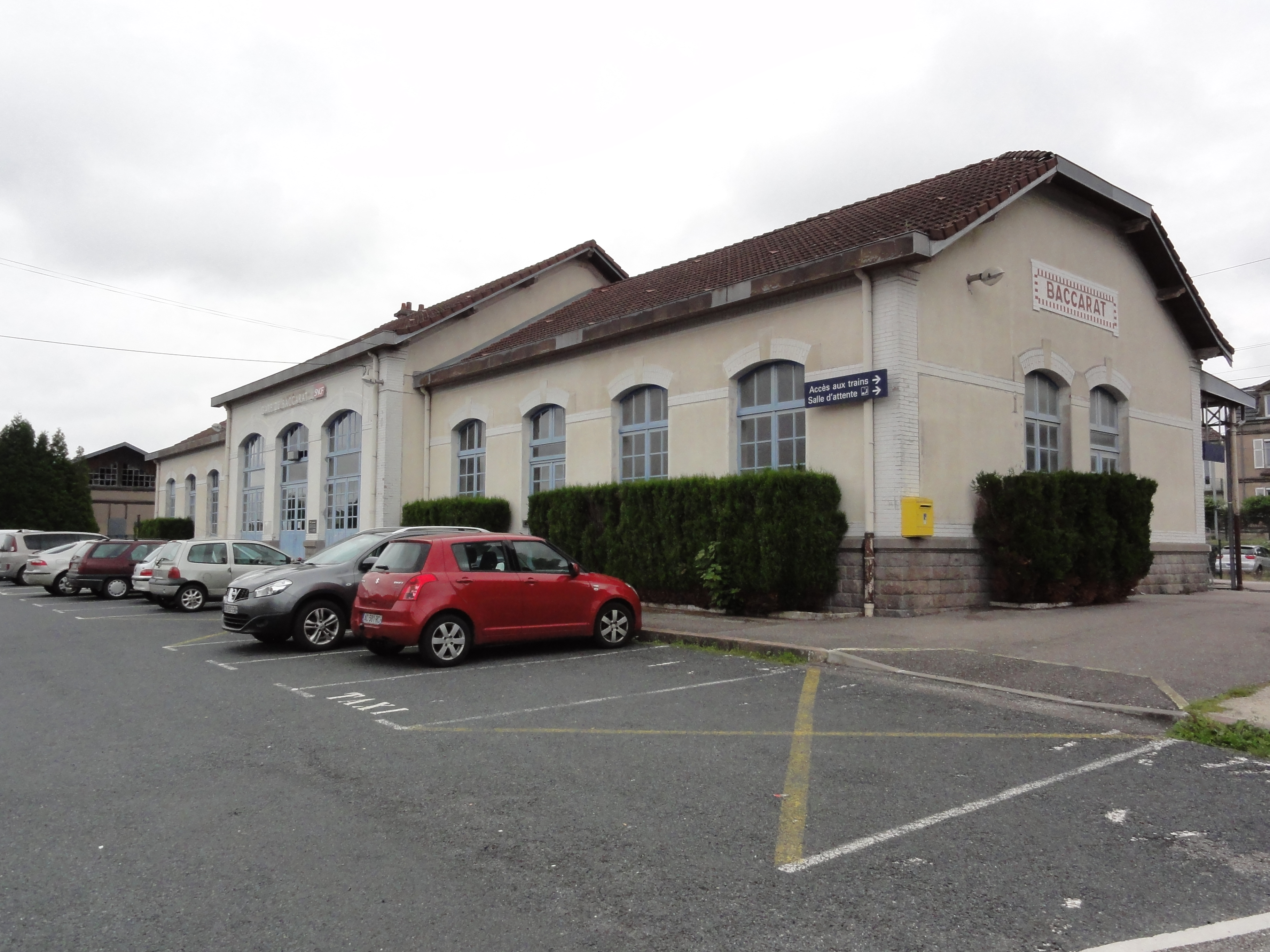
Gare de Baccarat.

- Gare de Baccarat.
- Gare de Bertrichamps.
- Gare de Thiaville.
- Gare d'Azerailles.
- Gare de Chenevières.

## Urbanisme

### Typologie
Au 1er janvier 2024, Nossoncourt est catégorisée commune rurale à habitat dispersé, selon la nouvelle grille communale de densité à sept niveaux définie par l'Insee en 2022.
Elle est située hors unité urbaine. Par ailleurs la commune fait partie de l'aire d'attraction de Rambervillers, dont elle est une commune de la couronne,. Cette aire, qui regroupe 15 communes, est catégorisée dans les aires de moins de 50 000 habitants,.

### Occupation des sols
L'occupation des sols de la commune, telle qu'elle ressort de la base de données européenne d’occupation biophysique des sols Corine Land Cover (CLC), est marquée par l'importance des territoires agricoles (91,1 % en 2018), en diminution par rapport à 1990 (91,9 %). La répartition détaillée en 2018 est la suivante : 
prairies (50,9 %), terres arables (40,3 %), forêts (8,9 %). L'évolution de l’occupation des sols de la commune et de ses infrastructures peut être observée sur les différentes représentations cartographiques du territoire : la carte de Cassini (XVIIIe siècle), la carte d'état-major (1820-1866) et les cartes ou photos aériennes de l'IGN pour la période actuelle (1950 à aujourd'hui).

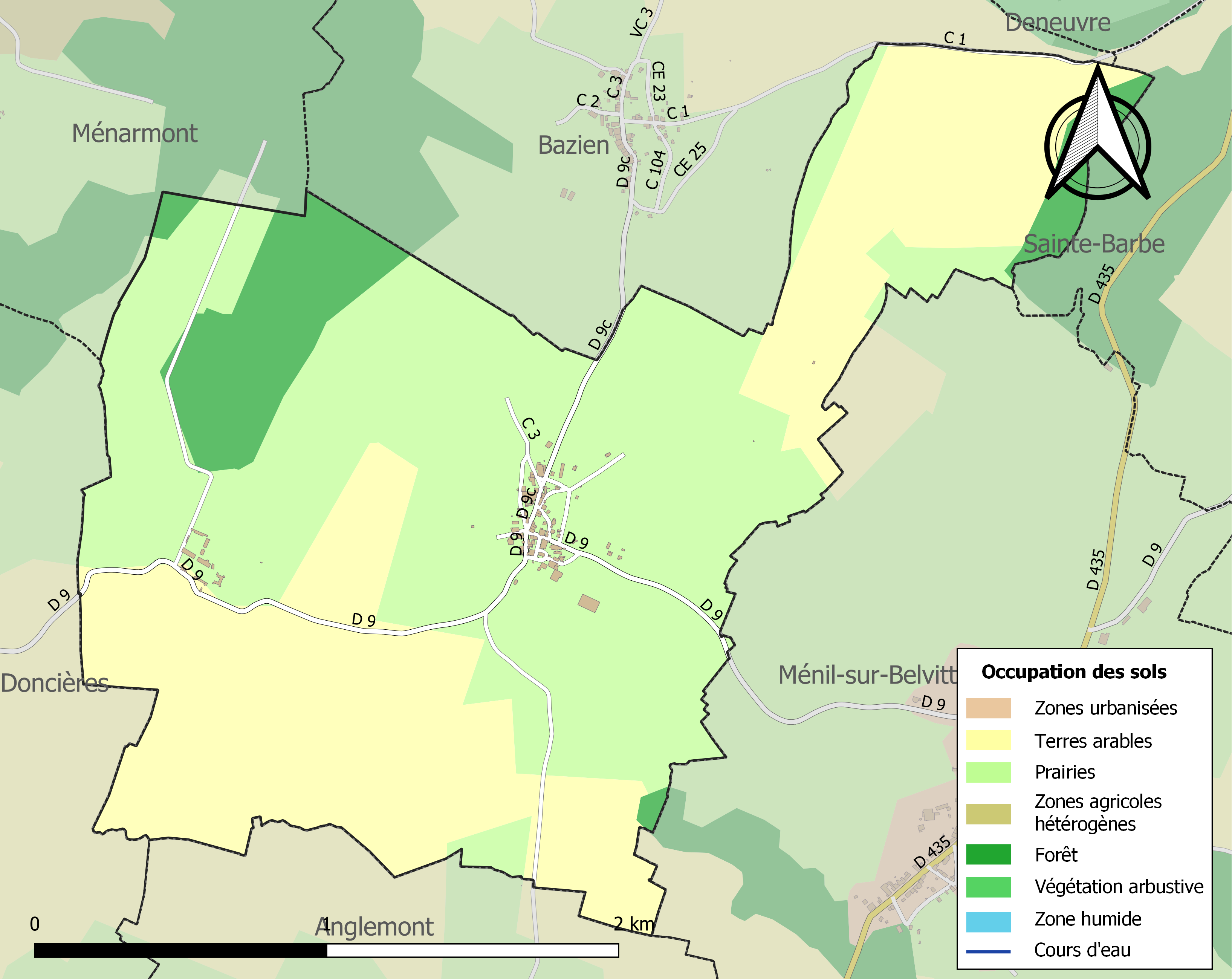
Carte des infrastructures et de l'occupation des sols de la commune en 2018 (CLC).

## Toponymie
Le nom de la localité est attesté sous les formes Nozuncort (avant 1164) ; Nozoncourt (1182) ; Nozoncour (1187) ; Nossoncort (1291) ; Nossoncourt (1294) ; Nosoncourt (1295) ; Nesoncort (1297) ; Bousoncourt, corr. Nousoncourt (1390) ; Nossoncuria (1402) ; Noussencourt (1420) ; Nossoncour (1656).

## Histoire
Nossoncourt (Nothonis-currus en latin) était une seigneurie et le chef-lieu d'un ban qui comptait aussi les communes actuelles d'Anglemont, Bazien, Sainte-Barbe, Ménil-sur-Belvitte, Ménarmont et Xaffévillers.
D'après un titre de 1345, c'était un des fiefs les plus anciens de la principauté épiscopale de Metz.
Comme bien d'autres villages lorrains, lors de la guerre de Trente Ans, Nossoncourt fut détruit en 1635 par les Suédois, alliés des Français contre le duc de Lorraine et l'empereur du Saint-Empire
Le village connut aussi de violents combats tant en 1914 qu'à l'automne 1944.
La commune a été décorée de la croix de guerre 1914-1918.

## Lieux et monuments
- Le château de Villé[22] appartient au baron de Ravinel[23]. Datant du XVIIe siècle, il fut détruit pendant la Première Guerre mondiale et remplacé par une construction moderne[24].
- L'église Saint-Martin du XVe siècle[25],[26],[27].
- Plaque commémorative 1914-1918[28],[29].

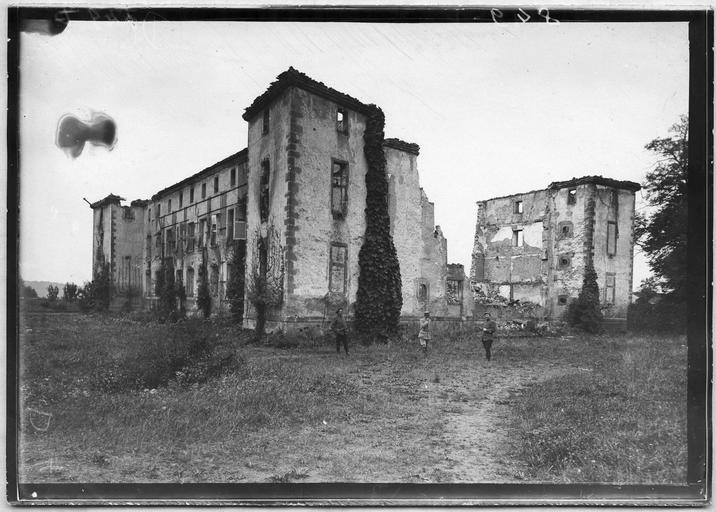
Château de Villé - Façade démolie par des obus français.
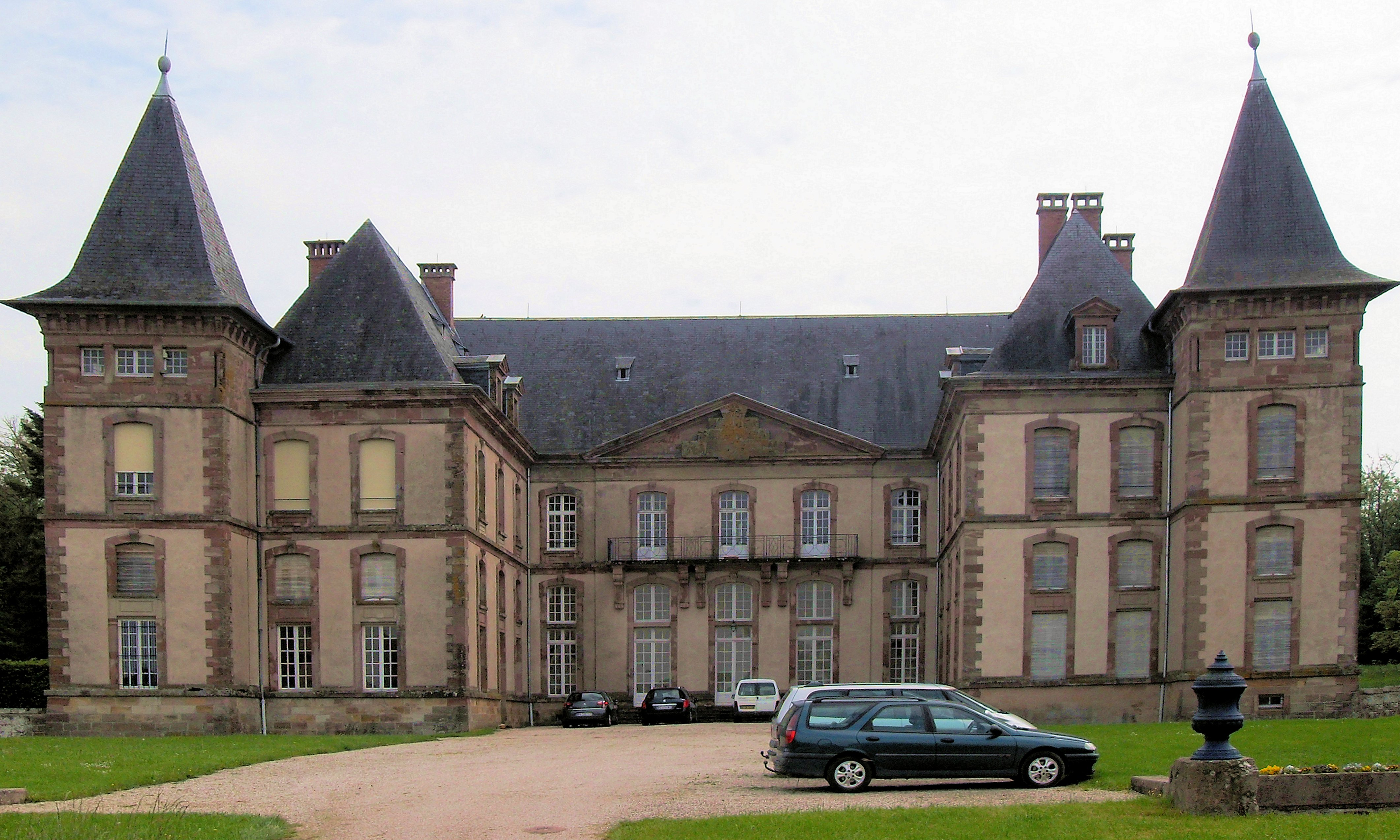
Le château de Villé après reconstruction.
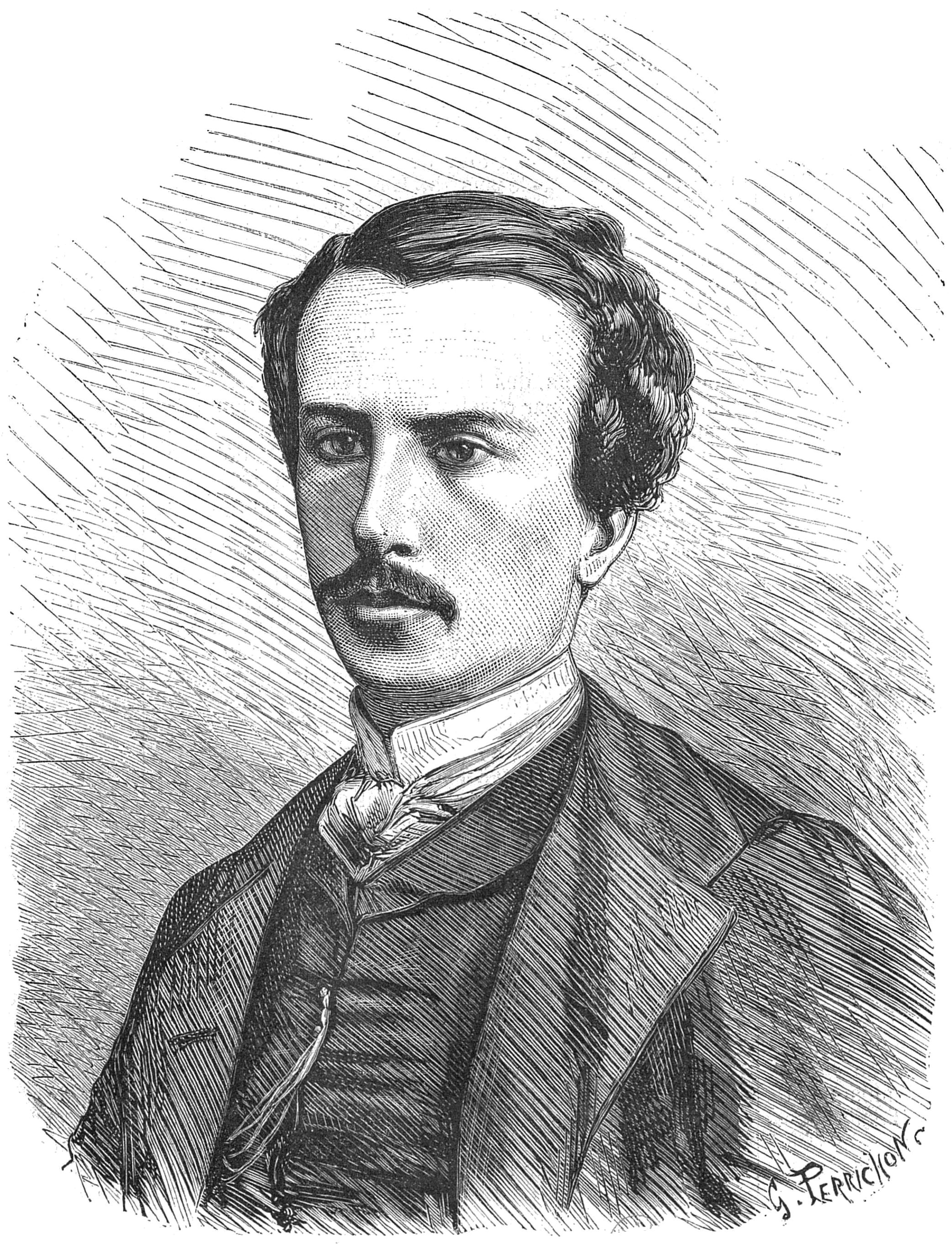
Charles de Ravinel.
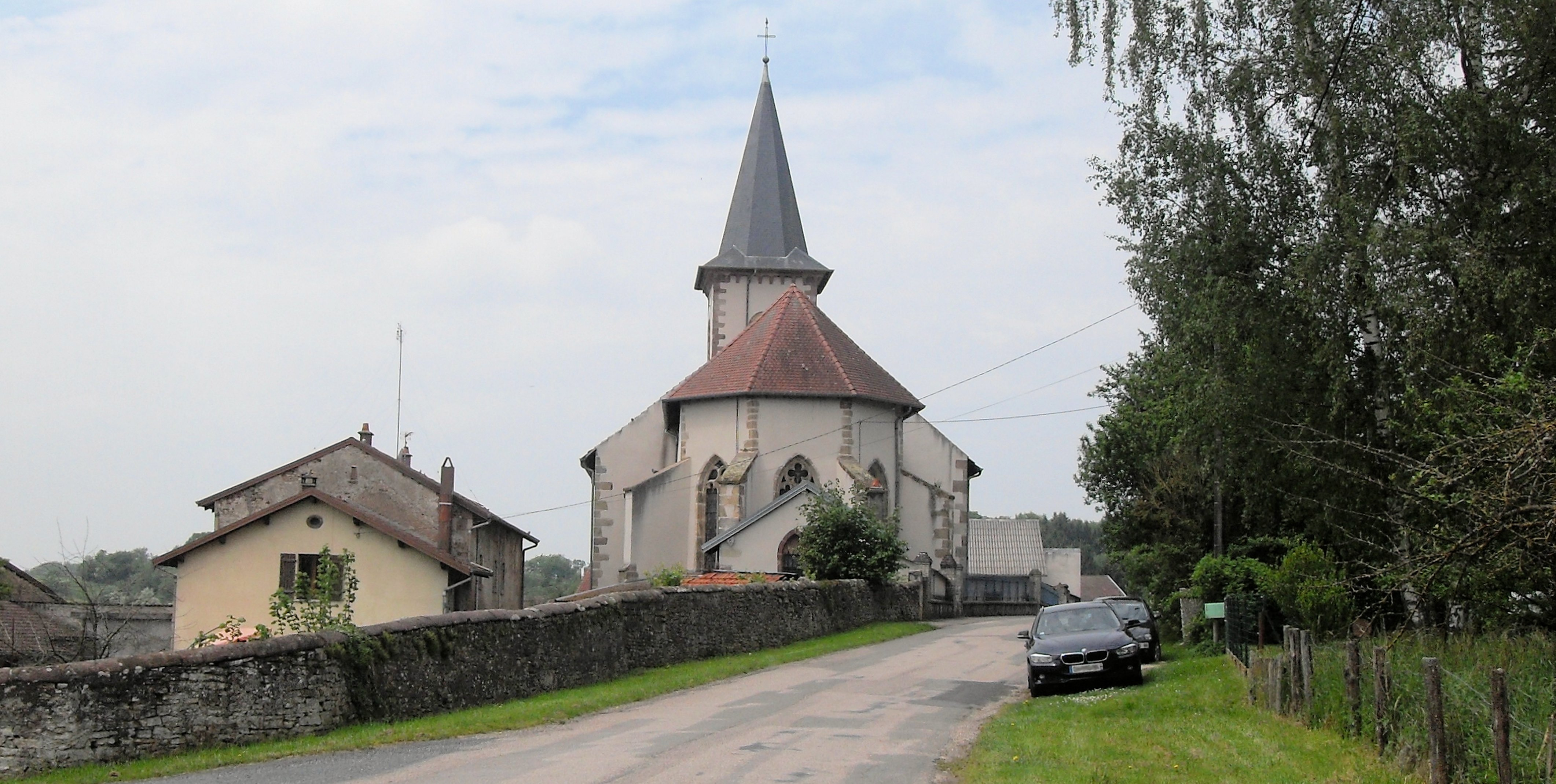
Église Saint-Martin.

## Politique et administration

### Liste des maires
| Période                                  | Période                         | Identité                         | Étiquette   | Qualité                                                                                          |
| ---------------------------------------- | ------------------------------- | -------------------------------- | ----------- | ------------------------------------------------------------------------------------------------ |
| Les données manquantes sont à compléter. |                                 |                                  |             |                                                                                                  |
| 1834                                     | 1867                            | Louis Félix Dieudonné de Ravinel | Légitimiste | Ancien avocat Baron Député (1849-1867) Conseiller général du canton de Rambervillers (1848-1867) |
| 1867                                     | 1905                            | Charles de Ravinel               | Légitimiste | Baron Conseiller général du canton de Rambervillers (1867-1871, 1874-1877, 1889-1895)            |
|                                          |                                 | François de Ravinel (1867-1944)  |             | Baron Conseiller général du canton de Rambervillers (1919-1925)                                  |
| 1976                                     | mars 2008                       | Étienne de Ravinel (1932-2017)   |             | Baron                                                                                            |
| mars 2008                                | En cours (au 12 septembre 2023) | Pierre Bailly                    |             |                                                                                                  |

### Budget et fiscalité 2023
En 2023, le budget de la commune était constitué ainsi :
- total des produits de fonctionnement : 118 000 €, soit 930 € par habitant ;
- total des charges de fonctionnement : 94 000 €, soit 744 € par habitant ;
- total des ressources d'investissement : 195 000 €, soit 153 € par habitant ;
- total des emplois d'investissement : 28 000 €, soit 221 € par habitant ;
- endettement : 366 000 €, soit 2 885 € par habitant.

Avec les taux de fiscalité suivants :
- taxe d'habitation : 17,93 % ;
- taxe foncière sur les propriétés bâties : 32,94 % ;
- taxe foncière sur les propriétés non bâties : 14,23 % ;
- taxe additionnelle à la taxe foncière sur les propriétés non bâties : 0,00 % ;
- cotisation foncière des entreprises : 0,00 %.

Chiffres clés Revenus et pauvreté des ménages en 2021 : médiane en 2021 du revenu disponible, par unité de consommation : 18 730 €.

## Économie

### Entreprises et commerces

#### Agriculture
- Culture et élevage associés.
- Culture de légumes, de melons, de racines et de tubercules.
- Élevage d'autres animaux.
- Exploitation forestière.

#### Tourisme
- Hôtellerie et restauration à Bazien, Rambervillers, Jeanménil, Saint-Pierremont.

#### Commerces
- Commerces et services de proximité[32] à Badonviller, Deneuvre, Raon-l'Etape, Rambervillers.

## Population et société

### Démographie

#### Pyramide des âges
L'évolution du nombre d'habitants est connue à travers les recensements de la population effectués dans la commune depuis 1793. Pour les communes de moins de 10 000 habitants, une enquête de recensement portant sur toute la population est réalisée tous les cinq ans, les populations de référence des années intermédiaires étant quant à elles estimées par interpolation ou extrapolation. Pour la commune, le premier recensement exhaustif entrant dans le cadre du nouveau dispositif a été réalisé en 2008.

En 2022, la commune comptait 125 habitants, en évolution de +10,62 % par rapport à 2016 (Vosges : −2,96 %, France hors Mayotte : +2,11 %).
| 1793 | 1800 | 1806 | 1821 | 1831 | 1836 | 1841 | 1846 | 1856 |
| ---- | ---- | ---- | ---- | ---- | ---- | ---- | ---- | ---- |
| 322  | 347  | 364  | 364  | 431  | 410  | 395  | 364  | 337  |

| 1861 | 1866 | 1876 | 1881 | 1886 | 1891 | 1896 | 1901 | 1906 |
| ---- | ---- | ---- | ---- | ---- | ---- | ---- | ---- | ---- |
| 341  | 323  | 274  | 276  | 270  | 252  | 230  | 231  | 222  |

| 1911 | 1921 | 1926 | 1931 | 1936 | 1946 | 1954 | 1962 | 1968 |
| ---- | ---- | ---- | ---- | ---- | ---- | ---- | ---- | ---- |
| 228  | 180  | 154  | 148  | 143  | 135  | 142  | 143  | 118  |

| 1975 | 1982 | 1990 | 1999 | 2006 | 2008 | 2013 | 2018 | 2022 |
| ---- | ---- | ---- | ---- | ---- | ---- | ---- | ---- | ---- |
| 122  | 94   | 106  | 122  | 106  | 102  | 106  | 120  | 125  |

### Enseignement
Établissements d'enseignements : 
- Écoles maternelles à Ménil-sur-Belvitte, Brû, Rambervillers, Domptail.
- Écoles primaires à Ménil-sur-Belvitte, Roville-aux-Chênes, Brû, Fontenoy-la-Joûte, Rambervillers.
- Collèges à Rambervillers, Baccarat, Raon-l'Étape, Gerbéviller.
- Lycées à Roville-aux-Chênes, Raon-l'Étape, Bruyères.

### Santé
Professionnels et établissements de santé :
- Médecins à Rambervillers, Baccarat, Magnières, Azerailles, Bertrichamps, Raon-l'Étape.
- Pharmacies à Rambervillers, Baccarat, Magnières, Raon-l'Étape.
- Hôpitaux à Rambervillers, Baccarat, Raon-l'Étape, Badonviller, Bruyères.

### Cultes
- Culte catholique, Paroisse[39], Diocèse de Saint-Dié.

## Personnalités liées à la commune
- François Thibault de Ménonville (1740-1816), officier français du génie, né à Nossoncourt ;
- Charlotte Hélène Félix, comtesse de Pardieu, originaire de la famille de Pardieu d'Avresménil, épouse de Louis Antoine Thibaut de Ménonville, meurt à Nossoncourt au château de Villé le 26 juin 1810 ;
- Baron Louis de Ravinel (1806-1867), maire de Nossoncourt ;
- Charles Tihay, ecclésiastique, inventeur du roulement à billes[40].
- Nicolas Mangin, Médaillé de Sainte-Hélène[41].

## Pour approfondir